# 池田麻里子
池田 麻里子（いけだ まりこ、1980年6月29日）は、日本のフリーアナウンサー。元テレビ宮崎アナウンサー。

## 来歴・人物
1980年、埼玉県さいたま市出身。1999年に埼玉県立浦和第一女子高等学校、2004年に早稲田大学人間科学部スポーツ科学科を卒業。
2004年4月1日、テレビ宮崎に入社。『UMKスーパーニュース』でスポーツキャスターを務めた。また、『UMKスーパーニュース年末特番』ではそのまんま東（現・東国原英夫）と共演した。
2007年3月31日にテレビ宮崎を退社。2008年5月1日よりコナミデジタルエンタテインメントの社内キャスター・MCを務めた。毎週各地で開催されるゲームイベントのMC、イベント企画、ゲーム内のナレーションなどを担当した。
2010年3月31日にコナミデジタルエンタテインメントを退社。2011年1月4日から2013年1月31日まで内閣官房医療イノベーション推進室の秘書を務めた。広報部隊としては、月に1～3回の医療系シンポジウムにて司会を担当した。
2013年9月18日から2015年3月31日まで独立行政法人医薬品医療機器総合機構の理事長秘書・役員秘書を務めた。シンポジウムなどのステージではMCを担当した。
2015年4月1日から10月15日までタニタの社長秘書を務めた。広報部隊としてイベントのMCを担当した。
2016年1月1日から2018年2月28日までJIN-G社長秘書室室長・秘書兼広報CWO（Chief Welness Officer）を務めた。月2回ほどの海外出張では海外研修の取材でカメラを自ら回し、ナレーションを入れ、編集までこなし、映像をクライアントに納品した。
2018年6月よりJ:COM さいたまの『デイリーニュース』でキャスターを担当している。
趣味は筋トレと料理。特技は英会話（帰国子女のため）と絵画（受賞歴32回、世界大会2回）。

## 現在の出演番組
- デイリーニュース（J:COM さいたま、2018年6月 - ）

## 過去の出演番組
テレビ宮崎時代
- UMKスーパーニュース（2004年4月 - 2007年2月1日、スポーツ担当）
  - UMKスーパーニュース年末特番
- UMK青少年スポーツフェスタ特番
- うぃーく.COM
- 選挙特番
- 24時間テレビ 「愛は地球を救う」
- FNS27時間テレビ

フリーアナウンサー時代
- You're The REDS（REDS WAVE）
- 東京マラソン2011（フジテレビONE）